# Solenocaulon grayi
Solenocaulon grayi is een zachte koraalsoort uit de familie Anthothelidae. De koraalsoort komt uit het geslacht Solenocaulon. Solenocaulon grayi werd in 1878 voor het eerst wetenschappelijk beschreven door Studer. 